# Federazione pallanuotistica dell'Australia
La Water Polo Australia Ltd, nota con l'acronimo di WPAL, è l'organo di governo, organizzazione e controllo della pallanuoto in Australia.
Dal 25 novembre 2017 è salito alla presidenza della federazione Thomas Whalan, ex pallanuotista australiano.

## Storia
La federazione è nata dalla scissione dalla Swimming Australia avvenuta nel 1982.
La denominazione iniziale fu Australian Amateur Water Polo Association (AAWPA) per poi nel gennaio 1990 cambiare in quella attuale.